# Rizal (Calinga)
Rizal es un municipio en la provincia de Kalinga en Filipinas. Conforme al censo del 2000, tiene 13,652 habitantes.

## Barangayes
Rizal se divide administrativamente en 14 barangayes.
- Babalag East (Población)
- Calaocan
- Kinama
- Liwan East
- Liwan West
- Macutay
- San Pascual
- San Quintin
- Santor
- Babalag West (Población)
- San Felipe (Bagbag-Bulbol)
- Romuáldez
- San Francisco
- San Pedro